# ハビエル・エルナンデス
ハビエル・エルナンデス・バルカサル（スペイン語: Javier Hernández Balcázar, 1988年6月1日 - ）は、メキシコ・ハリスコ州グアダラハラ出身のサッカー選手。CDグアダラハラ所属。メキシコ代表。ポジションはフォワード。チチャリート（Chicharito）の愛称で広く知られている。
2009年9月に行われたコロンビア戦でA代表デビューを飾り、2010 FIFAワールドカップでは2ゴールを記録。メキシコ代表の歴代最多得点記録の保持者である。父のハビエル・エルナンデス・グティエレス、祖父のトマス・バルカサルも元サッカー選手である。

## 生い立ち
1988年6月1日にハリスコ州のグアダラハラにて出生。メキシコ代表選手であった父親のハビエル・エルナンデス・グティエレスが「el Chícharo」（チーチャロ、エンドウ豆）というニックネームだったことから、息子ハビエルに「チチャリート」（小さなエンドウ豆）という愛称がついた。7歳の頃にはサッカーに親しむようになっていたが、父親は息子がプロのサッカー選手になれるとは考えてもいなかった。9歳の時にグアダラハラに加入し、15歳でプロ契約を結んだ。2005 FIFA U-17世界選手権ではチームは優勝したが、エルナンデス自身は怪我により出場することは出来なかった。

## クラブ経歴

### チーバス・グアダラハラ

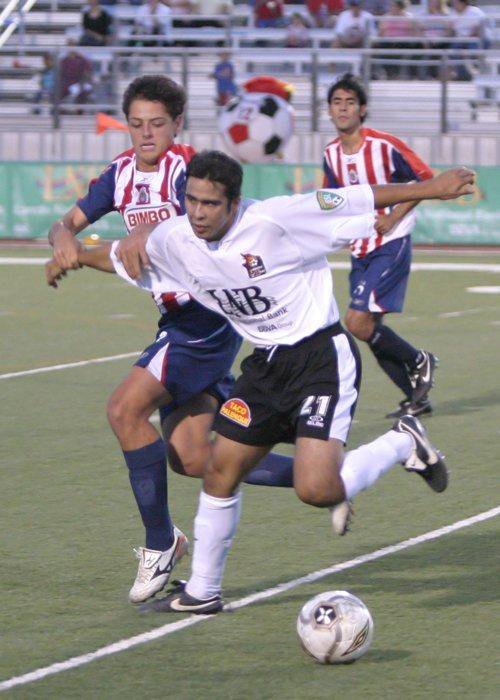
2006年5月24日に行われたラレド・ヒート戦でプレイするエルナンデス(左)

2005-06シーズンはテピクに本拠地を置くチーバスの下部チームであるチーバス・コラスでプレイをした。チーバスでのデビュー戦となったのはエスタディオ・ハリスコで行われた2006年のアペルトゥーラのクルブ・ネカクサ戦であり、3-0とリードしている82分にオマール・ブラボと交代で出場し、5分後にチームの4得点目となるゴールを挙げた。このゴールは2006-07シーズンに記録した唯一のゴールであった。2007-08シーズンは6試合に出場したが、無得点に終わった。
2008年のアペルトゥーラでは10試合に出場し無得点に終わったが、2009年のクラウスーラでは15試合に出場し、4ゴールを挙げた。2009年のアペルトゥーラでは17試合で11ゴールを挙げ、得点ランキングの3位に着けた。2010年のトルネオ・ビセンテナリオでは5試合で8ゴールを挙げるスタートを切り、11試合で10ゴールを記録し、得点ランキングの首位に立った。

### マンチェスター・ユナイテッド

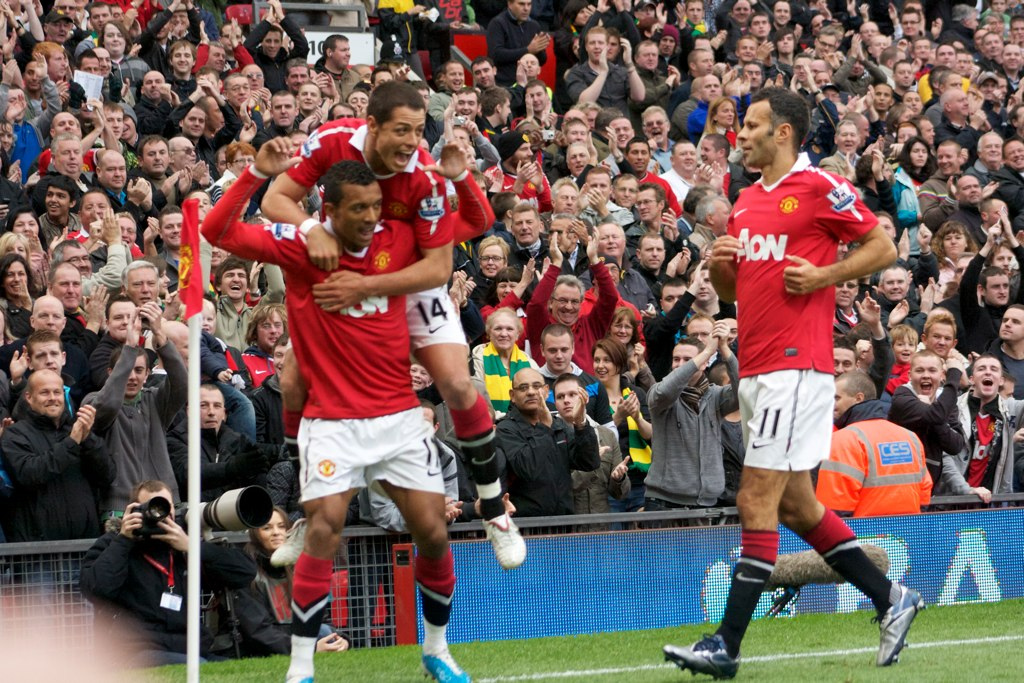
マンチェスター・ユナイテッドでプレイするエルナンデス（中央）とナニ（左）、ギグス（右）

プレミアリーグのマンチェスター・ユナイテッドFCが初めて関心を示したのは2009年の10月であり、12月にスカウトが数試合を視察し、好印象を抱いた。エルナンデスは若く、クラブは契約を提示するのを待つ予定であったが、代表での活躍やワールドカップを前にクラブは獲得を決断した。ユナイテッドのチーフ・スカウトであるジム・ロウラーは2月から3月にかけて3週間メキシコに滞在し、クラブに報告を送り、それを受けたクラブは契約をまとめるために事務弁護士をメキシコに送った。
2010年4月8日、労働許可証が下りることを前提として、プレミアリーグのマンチェスター・ユナイテッドFCとの契約に合意した（移籍金は未公表）。エルナンデスは前日にオールド・トラッフォードで行われたUEFAチャンピオンズリーグ準々決勝のバイエルン・ミュンヘンとの試合を観戦していた。祖父のトーマス・バルカサルはエルナンデスがアメリカ合衆国のアトランタに行っていると思っていたほど、取引の情報は外に漏れることなく契約は締結された。その契約に伴い、2010年の夏には45,000人収容のチーバスの新スタジアムであるエスタディオ・チーバスのオープニングゲームとして、ユナイテッドとチーバスの親善試合が行われることになっている。5月27日に労働許可証が発行され、正式に移籍が決定し、7月1日からクラブに加入した。
ユナイテッドでのデビュー戦となったのは2010年7月28日に行われたMLSオールスターゲームであり、63分にナニと交代で出場し、交代から18分後にペナルティエリアの外からループシュートで初ゴールを記録した。その試合の2日後に行われたチーバスとの親善試合では、エルナンデスは前半はチーバスのメンバーとして試合に出場し、前半8分にマンチェスター・ユナイテッドFCを相手にゴールを挙げた。
公式戦での初ゴールは2010年8月8日に行われたFAコミュニティ・シールドのチェルシーFC戦であり、アントニオ・バレンシアのクロスに合わせたシュートが自身の顔面に当たり、ボールはネットに吸い込まれた。8月16日に行われ、3-0で勝利したニューカッスル・ユナイテッドFC戦にウェイン・ルーニーと63分から交代で出場し、プレミアリーグデビューを果たした。9月29日に行われたUEFAチャンピオンズリーグのバレンシアCF戦ではその試合で唯一となるゴールを挙げ、UEFAの主催する大会で初ゴールを記録した。10月16日に行われ、2-2で引き分けたウェスト・ブロムウィッチ・アルビオンFC戦でユナイテッドにおけるリーグ戦初ゴールを記録した。2011年3月15日に行われたチャンピオンズリーグ決勝トーナメント1回戦2ndレグのオリンピック・マルセイユ戦では、2得点を挙げる活躍を見せ、チームのベスト8進出に貢献した。4月8日には、チームメイトのナニとともにPFA年間最優秀若手選手賞にノミネートされた。勝点差3ポイントで迎え、2-1で勝利したチェルシーFC戦では開始36秒で先制となるゴールを挙げた。このゴールにより、2001-02シーズンにルート・ファン・ニステルローイが記録して以来となる、クラブでのデビューシーズンに公式戦20ゴールを挙げた選手となった。
2011年5月18日には、ファン投票によりクラブの年間最優秀選手に選出された。

### レアル・マドリード
2014年9月1日、レアル・マドリードへの期限付き移籍が決定した。背番号はマンチェスター・ユナイテッド時代と同じ14番。尚、期間満了後の完全移籍が可能なオプションが契約に付随されている。
2014年9月13日に行われたマドリードダービーでカリム・ベンゼマと交代で27分間プレイしデビューを果たしたが、チームは1-2で敗れた。9月19日、8-2で勝利したデポルティーボ・ラ・コルーニャ戦でガレス・ベイルと77分から交代で出場して2ゴールを挙げ、レアル・マドリードでの初ゴールを記録した。
2015年4月22日に行われたUEFAチャンピオンズリーグ準々決勝2ndレグのアトレティコ・マドリード戦ではスタメン出場し、決勝ゴールを挙げ、2戦合計1-0でチームは準決勝進出を決めた。2015年5月26日、レアル・マドリードは完全移籍のオプションを行使しないことを決定した。

### バイエル・レバークーゼン
2015年8月31日、バイエル・レバークーゼンがマンチェスター・ユナイテッドから3年間の完全移籍でエルナンデスを獲得したことを発表した。移籍金額は公表されていないが、730万ポンドと報道されている。2015年9月12日に行われたSVダルムシュタット98戦にハカン・チャルハノールと交代で58分から出場し、ブンデスリーガデビューを果たしたが、チームは0-1で敗れた。
2016年1月22日、2015年のCONCACAF年間最優秀選手賞を受賞した。

### ウェストハム・ユナイテッド
2017年7月20日、ウェストハム・ユナイテッドFCへ移籍することがクラブ間で合意したと発表された、個人条件及びメディカルチェックを終えた後移籍が正式に決定する。7月24日、移籍が完了し、移籍金は1600万ポンド。移籍に際して「確かにスペインの1クラブとイタリアの2つのクラブからオファーが来ていた。でも、プレミアは世界最高のリーグ。そして、ウェストハムは僕に対して信用と信頼を示してくれた。彼らはイングランドで最も歴史のあるクラブの1つだが、野心的なビジョンを持っている。今シーズンの目標はヨーロッパカップ戦への出場権を得ることだ。今夏の選手補強を見れば本気だということがわかるはずだ」と語っている。8月19日、サウサンプトン戦で移籍後初ゴール含む2ゴールを挙げた。2017-18シーズンはリーグ戦28試合に出場し8得点を記録した。

### セビージャ
2019年9月2日、セビージャFCと3年契約を締結したことが発表された。

### LAギャラクシー
2020年1月21日、ロサンゼルス・ギャラクシーに特別指定選手として加入することが発表された。2023年11月3日、クラブを退団することが発表された。

### CDグアダラハラ復帰
2024年1月24日、CDグアダラハラに加入し、13年ぶりに復帰した。

## 代表経歴

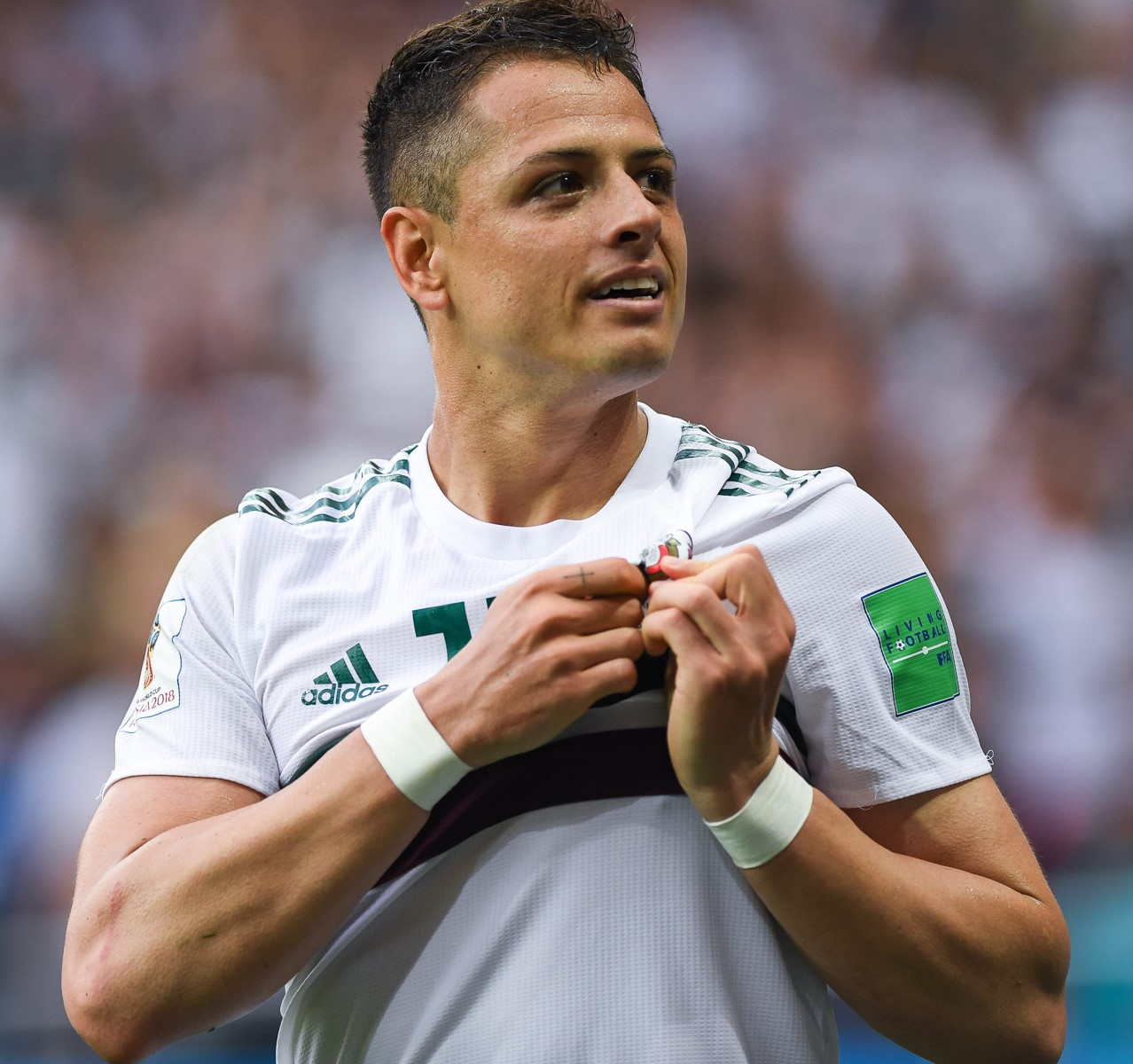
メキシコ代表のエルナンデス

### U-20
2007年にカナダで行われたFIFA U-20ワールドカップに臨むU-20メキシコ代表のメンバーに選ばれ、11番を背負った。

### A代表
2009年9月30日に行われたコロンビア戦でA代表デビューを飾り、その試合ではアシストを記録した。2010年2月24日に行われたボリビア代表戦で2ゴールを挙げ、ブラウリオ・リナのゴールをアシストした。3月3日に行われたニュージーランド戦では先制ゴールを挙げ、3月17日に行われた北朝鮮戦では2-1となるゴールを挙げ、チームの勝利に貢献した。
2010年6月11日に行われた2010 FIFAワールドカップの開幕戦である南アフリカ戦で73分からギジェルモ・フランコと交代で出場し、FIFAワールドカップデビューを果たした。6月17日に行われたフランス戦ではラファエル・マルケスのパスに抜け出し、ウーゴ・ロリスを交わし、ワールドカップでの初ゴールを記録した。祖父のトーマス・バルカサルも1954 FIFAワールドカップのフランス代表戦でゴールを挙げている。決勝トーナメント1回戦のアルゼンチン戦でワールドカップにおける2ゴール目を挙げたが、チームは1-3で敗れた。ワールドカップのグループステージの統計ではエルナンデスは時速32.15kmを記録し、出場した選手の中でスピードは最速であった。
2011 CONCACAFゴールドカップグループリーグ初戦のエルサルバドル戦で代表では自身初となるハットトリックを達成。続くキューバ戦で先制点を含む2得点、準々決勝のグアテマラ戦では決勝点を挙げ、準決勝のホンジュラス戦でもゴールを挙げた。決勝こそ無得点だったものの大会通算7得点を挙げ、得点王を獲得。メキシコの2連覇に貢献し、大会MVPに選出された。
2014 FIFAワールドカップブラジル大会ではグループリーグクロアチア戦でゴールを挙げた。
2017年3月24日の2018 FIFAワールドカップ予選・コスタリカ戦で代表通算46得点目を挙げ、ハレド・ボルヘッティの持つメキシコ代表最多得点記録に並び、2017年5月29日に行われたクロアチアとの親善試合で得点を奪い、メキシコ代表の最多得点記録保持者となった。
2018 FIFAワールドカップロシア大会、グループリーグ初戦ドイツ戦では決勝ゴールをアシストし、第2戦韓国戦で3大会連続となるゴールを挙げ、決勝トーナメント進出に貢献した。

## プレースタイル
近距離からのゴールが多いため、典型的な「点取り屋」であると言われている。アレックス・ファーガソンは足の動きが速く、良いばねを持っており、天性のゴールスコアラーだと評し、オーレ・グンナー・スールシャールを髣髴とさせると話した。かつてのチームメイトであるヘスス・ペディラはその身長に関わらず「空中戦に強い」と話している。自身のプレイスタイルについては、元ブラジル代表のロナウドを目標にしていると答えている。

## パーソナルライフ

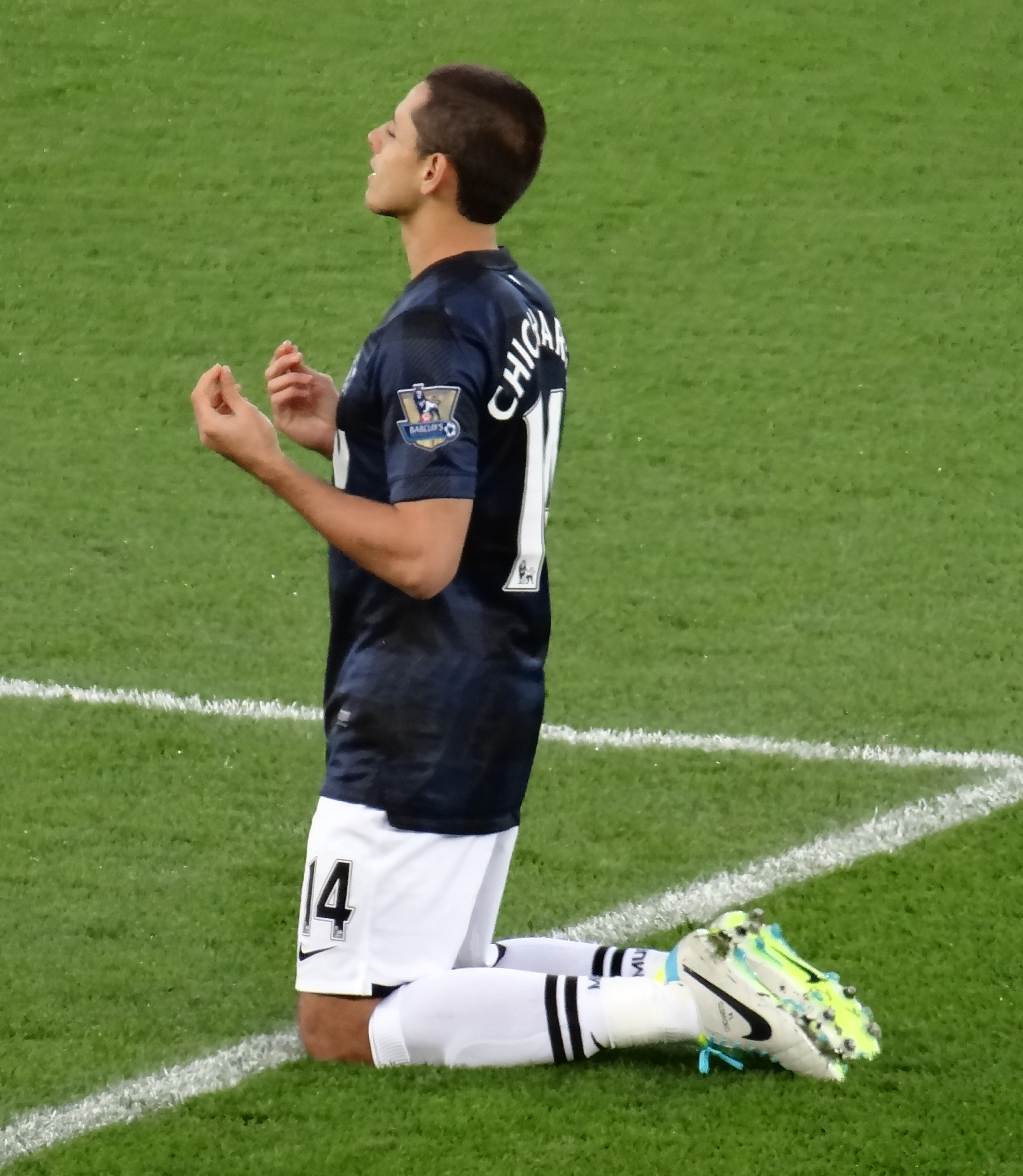
試合前に祈りを捧げるエルナンデス（2013年11月）

エルナンデスは1986 FIFAワールドカップにメキシコ代表として出場したハビエル・エルナンデス・グティエレスの息子であり、グアダラハラのリザーブチームの監督をしていたが、エルナンデスの南アフリカ共和国での試合を観戦するために、その職を辞した。祖父のトーマス・バルカサルも1954 FIFAワールドカップのメキシコ代表のメンバーに選ばれたサッカー選手であり、グアダラハラに所属していたことがある。祖父も含め、家族全員でイングランドに住むことになると伝えられている。

### 愛称
チチャリート（Chicharito）の愛称で親しまれており、チチャリートは小さなエンドウを意味している。これは緑色の瞳をしていた父親がチーチャロ（Chicharo、エンドウを意味する）と呼ばれていたことに由来している。

### 信仰
ローマ・カトリックを深く信仰しており、キックオフの前には膝を突いて祈りを捧げる姿を多くの試合で見ることができる。

## 個人成績

### クラブ
2016-17シーズン終了時
| クラブ                       | シーズン | リーグ | リーグ | カップ1 | カップ1 | リーグカップ | リーグカップ | 国際大会2 | 国際大会2 | その他3 | その他3 | Total | Total |
| クラブ                       | シーズン | 出場   | 得点   | 出場    | 得点    | 出場         | 得点         | 出場      | 得点      | 出場    | 得点    | 出場  | 得点  |
| ---------------------------- | -------- | ------ | ------ | ------- | ------- | ------------ | ------------ | --------- | --------- | ------- | ------- | ----- | ----- |
| グアダラハラ                 | 2006–07  | 8      | 1      | 0       | 0       | -            | -            | 1         | 0         | 0       | 0       | 8     | 1     |
| グアダラハラ                 | 2007–08  | 6      | 0      | 0       | 0       | -            | -            | 4         | 0         | 1       | 0       | 11    | 0     |
| グアダラハラ                 | 2008–09  | 22     | 4      | 3       | 0       | -            | -            | 7         | 3         | 0       | 0       | 32    | 7     |
| グアダラハラ                 | 2009–10  | 28     | 21     | 0       | 0       | -            | -            | 0         | 0         | 0       | 0       | 28    | 21    |
| グアダラハラ                 | 通算     | 64     | 26     | 3       | 0       | -            | -            | 12        | 3         | 1       | 0       | 80    | 29    |
| マンチェスター・ユナイテッド | 2010–11  | 27     | 13     | 5       | 1       | 3            | 1            | 9         | 4         | 1       | 1       | 45    | 20    |
| マンチェスター・ユナイテッド | 2011–12  | 28     | 10     | 1       | 0       | 0            | 0            | 7         | 2         | 0       | 0       | 36    | 12    |
| マンチェスター・ユナイテッド | 2012–13  | 22     | 10     | 6       | 4       | 2            | 1            | 6         | 3         | 0       | 0       | 36    | 18    |
| マンチェスター・ユナイテッド | 2013–14  | 24     | 4      | 1       | 1       | 5            | 4            | 5         | 0         | 0       | 0       | 35    | 9     |
| マンチェスター・ユナイテッド | 2014–15  | 1      | 0      | 0       | 0       | 1            | 0            | –         | –         | –       | –       | 2     | 0     |
| マンチェスター・ユナイテッド | 2015–16  | 1      | 0      | 0       | 0       | 0            | 0            | 2         | 0         | –       | –       | 3     | 0     |
| マンチェスター・ユナイテッド | 通算     | 103    | 37     | 13      | 6       | 11           | 6            | 29        | 9         | 1       | 1       | 157   | 59    |
| レアル・マドリード           | 2014–15  | 23     | 7      | 2       | 1       | 0            | 0            | 8         | 1         | 0       | 0       | 33    | 9     |
| レアル・マドリード           | 通算     | 23     | 7      | 2       | 1       | 0            | 0            | 8         | 1         | 0       | 0       | 33    | 9     |
| バイエル・レバークーゼン     | 2015–16  | 28     | 17     | 3       | 4       | -            | -            | 9         | 5         | 0       | 0       | 40    | 26    |
| バイエル・レバークーゼン     | 2016–17  | 26     | 11     | 2       | 1       | -            | -            | 8         | 1         | 0       | 0       | 36    | 12    |
| バイエル・レバークーゼン     | 通算     | 28     | 17     | 3       | 4       | 0            | 0            | 9         | 5         | 0       | 0       | 40    | 26    |
| 総通算                       | 総通算   | 218    | 87     | 21      | 11      | 11           | 6            | 58        | 18        | 2       | 1       | 310   | 123   |

1 インテルリーガ、FAカップ
2 コパ・リベルタドーレス、コパ・スダメリカーナ、UEFAチャンピオンズリーグ
3 スーパーリーガ、FAコミュニティー・シールド

## 代表歴

### 出場大会
- メキシコ代表
  - 2010 FIFAワールドカップ
  - 2014 FIFAワールドカップ
  - 2018 FIFAワールドカップ

### 試合数
- 国際Aマッチ 109試合 52得点（2009年-2019年）[76]

| メキシコ代表 | 国際Aマッチ | 国際Aマッチ |
| 年           | 出場        | 得点        |
| ------------ | ----------- | ----------- |
| 2009         | 1           | 0           |
| 2010         | 19          | 11          |
| 2011         | 13          | 12          |
| 2012         | 10          | 5           |
| 2013         | 14          | 7           |
| 2014         | 13          | 3           |
| 2015         | 8           | 4           |
| 2016         | 10          | 3           |
| 2017         | 11          | 4           |
| 2018         | 7           | 1           |
| 2019         | 3           | 2           |
| 通算         | 109         | 52          |

### 得点
| 開催日 | 開催地         | 対戦国                                                                 | スコア                   | 結果 | 大会 |                                                      |
| ------ | -------------- | ---------------------------------------------------------------------- | ------------------------ | ---- | ---- | ---------------------------------------------------- |
| 1      | 2010年2月24日  | キャンドルスティック・パーク、サンフランシスコ                         | ボリビア                 | 2–0  | 5–0  | 親善試合                                             |
| 2      | 2010年2月24日  | キャンドルスティック・パーク、サンフランシスコ                         | ボリビア                 | 4–0  | 5–0  | 親善試合                                             |
| 3      | 2010年3月3日   | ローズボウル、パサデナ                                                 | ニュージーランド         | 1–0  | 2–0  | 親善試合                                             |
| 4      | 2010年3月17日  | エスタディオ・コロナ、トレオン                                         | 朝鮮民主主義人民共和国   | 2–1  | 2–1  | 親善試合                                             |
| 5      | 2010年5月26日  | ドライザム・シュターディオン、フライブルク                             | オランダ                 | 1–2  | 1–2  | 親善試合                                             |
| 6      | 2010年5月30日  | ハンスウォルター・ワイルド・スタディアム、バイロイト                   | ガンビア                 | 1–0  | 5–1  | 親善試合                                             |
| 7      | 2010年5月30日  | ハンスウォルター・ワイルド・スタディアム、バイロイト                   | ガンビア                 | 2–0  | 5–1  | 親善試合                                             |
| 8      | 2010年6月17日  | ピーター・モカバ・スタジアム、ポロクワネ                               | フランス                 | 1–0  | 2–0  | 2010 FIFAワールドカップ グループリーグ               |
| 9      | 2010年6月27日  | サッカー・シティ・スタジアム、ヨハネスブルグ                           | アルゼンチン             | 1–3  | 1–3  | 2010 FIFAワールドカップ 決勝トーナメント             |
| 10     | 2010年8月11日  | エスタディオ・アステカ、メキシコシティ                                 | スペイン                 | 1–0  | 1–1  | 親善試合                                             |
| 11     | 2010年10月12日 | エスタディオ・オリンピコ・ベニト・フアレス、フアレス                   | ベネズエラ               | 1–1  | 2–2  | 親善試合                                             |
| 12     | 2011年2月9日   | ジョージア・ドーム、アトランタ                                         | ボスニア・ヘルツェゴビナ | 1–0  | 2–0  | 親善試合                                             |
| 13     | 2011年3月26日  | オークランド・アラメダ・カウンティ・コロシアム、オークランド           | パラグアイ               | 1–0  | 3–1  | 親善試合                                             |
| 14     | 2011年3月26日  | オークランド・アラメダ・カウンティ・コロシアム、オークランド           | パラグアイ               | 3–0  | 3–1  | 親善試合                                             |
| 15     | 2011年6月6日   | カウボーイズ・スタジアム、アーリントン                                 | エルサルバドル           | 3–0  | 5–0  | 2011 CONCACAFゴールドカップ グループリーグ           |
| 16     | 2011年6月6日   | カウボーイズ・スタジアム、アーリントン                                 | エルサルバドル           | 4–0  | 5–0  | 2011 CONCACAFゴールドカップ グループリーグ           |
| 17     | 2011年6月6日   | カウボーイズ・スタジアム、アーリントン                                 | エルサルバドル           | 5–0  | 5–0  | 2011 CONCACAFゴールドカップ グループリーグ           |
| 18     | 2011年6月9日   | バンク・オブ・アメリカ・スタジアム、シャーロット                       | キューバ                 | 1–0  | 5–0  | 2011 CONCACAFゴールドカップ グループリーグ           |
| 19     | 2011年6月9日   | バンク・オブ・アメリカ・スタジアム、シャーロット                       | キューバ                 | 5–0  | 5–0  | 2011 CONCACAFゴールドカップ グループリーグ           |
| 20     | 2011年6月18日  | メドウランズ・スタジアム、イーストラザフォード                         | グアテマラ               | 2–1  | 2–1  | 2011 CONCACAFゴールドカップ 準々決勝                 |
| 21     | 2011年6月22日  | リライアント・スタジアム、ヒューストン                                 | ホンジュラス             | 2–0  | 2–0  | 2011 CONCACAFゴールドカップ 準決勝                   |
| 22     | 2011年9月2日   | ペプシ・アリーナ、ワルシャワ                                           | ポーランド               | 1–1  | 1–1  | 親善試合                                             |
| 23     | 2011年11月11日 | エスタディオ・コレヒドラ、ケレタロ                                     | セルビア                 | 2–0  | 2–0  | 親善試合                                             |
| 24     | 2012年5月31日  | ソルジャー・フィールド、シカゴ                                         | ボスニア・ヘルツェゴビナ | 2–1  | 2–1  | 親善試合                                             |
| 25     | 2012年6月3日   | カウボーイズ・スタジアム、アーリントン                                 | ブラジル                 | 2–0  | 2–0  | 親善試合                                             |
| 26     | 2012年9月11日  | エスタディオ・アステカ、メキシコシティ                                 | コスタリカ               | 1–0  | 1–0  | 2014 FIFAワールドカップ・北中米カリブ海予選          |
| 27     | 2012年10月12日 | リライアント・スタジアム、ヒューストン                                 | ガイアナ                 | 4–0  | 5–0  | 2014 FIFAワールドカップ・北中米カリブ海予選          |
| 28     | 2012年10月16日 | エスタディオ・コロナ、トレオン                                         | エルサルバドル           | 2–0  | 2–0  | 2014 FIFAワールドカップ・北中米カリブ海予選          |
| 29     | 2013年3月22日  | エスタディオ・オリンピコ・メトロポリタノ、サン・ペドロ・スーラ         | ホンジュラス             | 1–0  | 2–2  | 2014 FIFAワールドカップ・北中米カリブ海予選          |
| 30     | 2013年3月22日  | エスタディオ・オリンピコ・メトロポリタノ、サン・ペドロ・スーラ         | ホンジュラス             | 2–0  | 2–2  | 2014 FIFAワールドカップ・北中米カリブ海予選          |
| 31     | 2013年5月31日  | リライアント・スタジアム、ヒューストン                                 | ナイジェリア             | 1–0  | 2–2  | 親善試合                                             |
| 32     | 2013年5月31日  | リライアント・スタジアム、ヒューストン                                 | ナイジェリア             | 2–2  | 2–2  | 親善試合                                             |
| 33     | 2013年6月16日  | エスタジオ・ド・マラカナン、リオデジャネイロ                           | イタリア                 | 1–1  | 1–2  | FIFAコンフェデレーションズカップ2013                 |
| 34     | 2013年6月22日  | ミネイロン、ベロオリゾンテ                                             | 日本                     | 1–0  | 2–1  | FIFAコンフェデレーションズカップ2013                 |
| 35     | 2013年6月22日  | ミネイロン、ベロオリゾンテ                                             | 日本                     | 2–0  | 2–1  | FIFAコンフェデレーションズカップ2013                 |
| 36     | 2014年6月23日  | アレナ・ペルナンブーコ、レシフェ                                       | クロアチア               | 3–0  | 3–1  | 2014 FIFAワールドカップグループリーグ                |
| 37     | 2014年10月9日  | エスタディオ・ビクトル・マヌエル・レイナ、トゥストラ・グティエレス     | ホンジュラス             | 1–0  | 2–0  | 親善試合                                             |
| 38     | 2014年11月12日 | アムステルダム・アレナ、アムステルダム                                 | オランダ                 | 3–1  | 3–2  | 親善試合                                             |
| 39     | 2015年3月28日  | ロサンゼルス・メモリアル・コロシアム、ロサンゼルス                     | エクアドル               | 1–0  | 1–0  | 親善試合                                             |
| 40     | 2015年6月27日  | LPフィールド、ナッシュビル                                             | コスタリカ               | 2–2  | 2–2  | 親善試合                                             |
| 41     | 2015年9月8日   | AT&Tスタジアム、アーリントン                                           | アルゼンチン             | 1–0  | 2–2  | 親善試合                                             |
| 42     | 2015年10月10日 | ローズボウル、パサデナ                                                 | アメリカ合衆国           | 1–0  | 3–2  | コンフェデレーションズカップ・CONCACAF代表プレーオフ |
| 43     | 2016年3月25日  | BCプレイス・スタジアム、バンクーバー                                   | カナダ                   | 1–0  | 3–0  | 2018 FIFAワールドカップ・北中米カリブ海予選          |
| 44     | 2016年6月1日   | クアルコム・スタジアム、サンディエゴ                                   | チリ                     | 1–0  | 1–0  | 親善試合                                             |
| 45     | 2016年6月9日   | ローズボウル、パサデナ                                                 | ジャマイカ               | 1–0  | 2–0  | コパ・アメリカ・センテナリオ                         |
| 46     | 2017年3月24日  | エスタディオ・アステカ、メキシコシティ                                 | コスタリカ               | 1–0  | 2–0  | 2018 FIFAワールドカップ・北中米カリブ海予選          |
| 47     | 2017年5月27日  | ロサンゼルス・メモリアル・コロシアム、ロサンゼルス                     | クロアチア               | 1–2  | 1–2  | 親善試合                                             |
| 48     | 2017年6月18日  | カザン・アリーナ、カザン                                               | ポルトガル               | 1–1  | 2–2  | FIFAコンフェデレーションズカップ2017                 |
| 49     | 2017年10月6日  | エスタディオ・アルフォンソ・ラストラス・ラミレス、サン・ルイス・ポトシ | トリニダード・トバゴ     | 2–1  | 3–1  | 2018 FIFAワールドカップ・北中米カリブ海予選          |
| 50     | 2018年6月23日  | ロストフ・アリーナ、ロストフ・ナ・ドヌ                                 | 韓国                     | 2–0  | 2–1  | 2018 FIFAワールドカップグループリーグ                |

## 獲得タイトル

### クラブ
グアダラハラ
- プリメーラ・ディビシオン：1回 (2006 アペルトゥーラ)
- インテルリーガ：1回 (2009)

マンチェスター・ユナイテッド
- プレミアリーグ：2回 (2010-11, 2012-13)
- FAコミュニティ・シールド：3回 (2010, 2011, 2013)

レアル・マドリード
- FIFAクラブワールドカップ：1回 (2014)

### 代表
メキシコ代表
- CONCACAFゴールドカップ：1回 (2011)

### 個人
- プリメーラ・ディビシオン得点王：1回 (ビセンテナリオ 2010)
- サー・マット・バスビー年間最優秀選手賞：1回 (2010-11)
- CONCACAFゴールドカップ得点王：1回 (2011)
- CONCACAFゴールドカップ大会最優秀選手：1回 (2011)
- CONCACAF年間最優秀選手賞：1回 (2015)